# 550. pehotni polk (Wehrmacht)
Za druge 550. polke glejte 550. polk.
550. pehotni polk (izvirno nemško Infanterie-Regiment 550) je bil eden izmed pehotnih polkov v sestavi redne nemške kopenske vojske med drugo svetovno vojno.

## Zgodovina
Polk je bil ustanovljen 22. maja 1940 kot polk 10. vala iz nadomestnih čet WK IX in dodeljen 279. pehotni diviziji.
10. julija 1940 je bil polk razpuščen zaradi hitrega zaključka francoske kampanje; čete so bile vrnjene k izvirnim enotam.